# Qualificazioni al campionato europeo maschile under 21 di calcio 2017 - Gruppo 6

## Classifica
| Squadra    | P.ti | G  | V | N | P | F  | S  | DR  |
| ---------- | ---- | -- | - | - | - | -- | -- | --- |
| Svezia     | 24   | 10 | 7 | 3 | 0 | 24 | 7  | +17 |
| Spagna     | 23   | 10 | 7 | 2 | 1 | 31 | 9  | +22 |
| Croazia    | 20   | 10 | 6 | 2 | 2 | 24 | 11 | +13 |
| Georgia    | 13   | 10 | 4 | 1 | 5 | 17 | 17 | 0   |
| Estonia    | 4    | 10 | 1 | 1 | 8 | 3  | 26 | -23 |
| San Marino | 1    | 10 | 0 | 1 | 9 | 1  | 30 | -29 |

## Risultati
| Arbitro: | Enea Jorgji |

|  |           |                                     |
|  | Marcatori | 44’, 58’ Kacharava 81’ Papunashvili |

| Haapsalu 16 giugno 2015, ore 18:00 UTC+3 | Estonia       | 0 – 0 referto | San Marino | Haapsalu linnastaadion\| Arbitro: \| Dennis Antamo \| |
| Arbitro:                                 | Dennis Antamo |               |            |                                                       |

| Arbitro: | Mads-Kristoffer Kristoffersen |

|  |           |                                |
|  | Marcatori | 82’ Gayà 90+2’ (rig.) Deulofeu |

| Arbitro: | Tim Marshall |

|                                    |           |  |
| Olsson 22’ Tanković 69’ Mrabti 87’ | Marcatori |  |

| Arbitro: | Svein-Erik Edvartsen |

|           |           |  |
| Milić 23’ | Marcatori |  |

| Arbitro: | Bardhyl Pashaj |

|  |           |                                                 |
|  | Marcatori | 22’ Milić 36’, 66’ (rig.) Pašalić 80’ Radošević |

| Arbitro: | Erez Papir |

|                               |           |                                                    |
| Tsintsadze 4’ Lobzhanidze 60’ | Marcatori | 2’, 73’ Munir 62’ Asensio 67’ Mayoral 90’ Ceballos |

| Arbitro: | Tolga Özkalfa |

|  |           |                           |
|  | Marcatori | 7’, 32’ Marić 12’ Pašalić |

| Arbitro: | Vilhjalmur Thorarinsson |

|                                               |           |  |
| Engvall 10’, 31’ Hallberg 13’ Ayaz 81’, 90+1’ | Marcatori |  |

| Arbitro: | Daniel Siebert |

|            |           |             |
| Óliver 20’ | Marcatori | 60’ Engvall |

| Arbitro: | Dejan Jakimovski |

|                                             |           |  |
| Kakabadze 11’ Kacharava 20’ Kiteishvili 36’ | Marcatori |  |

| Arbitro: | Orkhan Mammadov |

|                                             |           |  |
| Halilović 12’ Milić 44’ Perić 47’ Pjaca 51’ | Marcatori |  |

| Arbitro: | Christos Nicolaides |

|                                                  |           |  |
| Deulofeu 17’, 33’, 84’ Williams 56’ Ceballos 65’ | Marcatori |  |

| Arbitro: | Sven Bindels |

|              |           |                    |
| Cesarini 50’ | Marcatori | 26’ Käit 48’ Marin |

| Arbitro: | Benoît Millot |

|  |           |            |
|  | Marcatori | 72’ Mrabti |

| Arbitro: | Serdar Gözübüyük |

|                                  |           |                                      |
| Pašalić 64’ Radošević 81’ (rig.) | Marcatori | 19’ (rig.), 54’ Deulofeu 41’ Asensio |

| Arbitro: | Alexandru Tean |

|                                                          |           |  |
| Kharaishvili 10’ Kacharava 33’ (rig.), 48’ Shengelia 81’ | Marcatori |  |

| Arbitro: | Craig Pawson |

|  |           |                                |
|  | Marcatori | 36’ Ćaleta-Car 42’, 46’ Perica |

| Arbitro: | Yaroslav Kozyk |

|  |           |                                   |
|  | Marcatori | 37’ Fransson 81’ (rig.) Gustafson |

| Arbitro: | Dimitrios Massias |

|                       |           |           |
| Pavičić 5’ Perica 41’ | Marcatori | 53’ Kirss |

| Arbitro: | Markus Hameter |

|                                            |           |                             |
| Olsson 27’ (rig.) Krafht 77’ Larsson 90+5’ | Marcatori | 35’ Arabuli 89’ Kiteishvili |

| Arbitro: | Bastian Dankert |

|            |           |             |
| Perica 78’ | Marcatori | 57’ Cibicki |

| Arbitro: | Trustin Farrugia Cann |

|                                                              |           |  |
| González 14’ Munir 17’, 36’ Santi Mina 45’, 84’ Williams 88’ | Marcatori |  |

| Arbitro: | Rob Harvey |

|  |           |                 |
|  | Marcatori | 39’ K'ach'arava |

| Arbitro: | Hugo Miguel |

|                   |           |              |
| Merino 86’ (aut.) | Marcatori | 50’ Deulofeu |

| Arbitro: | Ivaylo Stoyanov |

|                                      |           |                 |
| Papunashvili 1’ Livaković 50’ (aut.) | Marcatori | 43’, 61’ Perica |

| Arbitro: | Martin Lundby |

|  |           |                                           |
|  | Marcatori | Munir 16’ Denis Suárez 68’ Jorge Meré 79’ |

| Arbitro: | Stephan Klossner |

|  |           |                                     |
|  | Marcatori | 9’ Dagerstål 44’ Tanković 53’ Asoro |

| Arbitro: | Bartosz Frankowski |

|                                                             |           |                         |
| Wahlqvist 26’ (rig.) Olsson 53’ Hallberg 58’ Strandberg 64’ | Marcatori | 23’ Perica 67’ Benković |

| Arbitro: | Gunnar Jarl Jónsson |

|                                                    |           |  |
| Denis Suárez 36’ Asensio 38’, 90’ Munir 86’, 90+3’ | Marcatori |  |